# Shinzō
Shinzō (jap. しんぞう, シンゾウ)) – męskie imię japońskie.

## Znane osoby
- Shinzō Abe (晋三), japoński polityk
- Shinzō Fukuhara (信三), japoński fotograf
- Shinzō Kōroki (慎三?), japoński piłkarz
- Shinzō Shinjō (新蔵), japoński fizyk i astronom

## Fikcyjne postacie
- Shinzō Hattori (シンゾウ), główny bohater serii Ninja Hattori-kun
- Shinzō Takemitsu (振蔵), bohater mangi i anime Sket Dance